# Мальцев, Виктор Алексеевич
Ви́ктор Алексе́евич Ма́льцев (родился 10 декабря 1959 года, Оленегорск) — музыкант, певец, композитор, аранжировщик, сценарист, поэт. Член Союза писателей России.

## Биография
Виктор Мальцев родился 10 декабря 1959 года в Оленегорске. Его родной дед погиб во время блокады Ленинграда, а родители были эвакуированы из Ленинграда в Мурманскую область, в Оленегорск. По материнской линии предки Виктора — из Архангельска, а по отцовской — из Вологды. В четвёртом классе Виктор уже начал сочинять свои первые стихи. Закончил музыкальную школу по классу баяна, затем музыкальное училище по медным духовым инструментам (г. Мурманск) и Институт культуры по классу саксофона (г. Ленинград).
С 1982 года в качестве саксофониста играл в составе рок-группы «Комета» в ресторане мотеля «Ольгино» (г. Ленинград).
Осенью 1984 года на пару месяцев присоединился к легендарной группе «Мифы», а затем играл в их продолжении — группе «Невский проспект».
В 1985 году Виктор вместе с Борисом Гребенщиковым, Сергеем Курёхиным и другими популярными советскими музыкантами, участвует в записи первого в своей жизни компакт-диска, выпущенного в том же году в Великобритании, на котором он уже играл на нескольких инструментах (тубе, флейте и саксофоне).
С 1987 года Виктор Мальцев тесно связал свою творческую жизнь с группой «Марафон» и композитором Виктором Резниковым. Во многом благодаря Резникову сложилась творческая судьба Мальцева как автора и исполнителя собственных песен. В начале 1990-х годов он сменил саксофон на гитару и заявил о себе как автор песен в стиле русского шансона. В те же годы Мальцев работал редактором и сценаристом на каналах «РТР» и «Культура». По его сценариям петербургским режиссёром и клипмейкером Кларой Фатовой было снято более ста передач — «Домино» (1994—1996 гг.) и «Боярский двор» (1997—1998 гг.), которые вел на ТВ Михаил Боярский. Сам Боярский сказал о Викторе следующее: «Я могу сказать точно, что после смерти Вити Резникова, я не записал ни одной песни. Первая песня, которую я записал после песни „Спасибо, родная!“, была „За д`Артаньянов“. Два года я вообще находился в молчании и не потому, что не хотел… Просто была пустота, которую было нечем заполнить. Огромное количество композиторов, но как-то не рвалась душа на запись, а Витя Мальцев помог мне обрести силы, вернуться из пустоты домой… Знакомство с Витей Мальцевым меня здорово обогатило. Я очень многого не знаю, а он похож на энциклопедию: чего не спросишь — ответит. Если бы я был человеком, который очень тонко отбирал к своему дому друзей, то я в первую очередь пригласил бы его, потому что он украсил бы собой любой Петербургский стол. Таких людей не очень много. Таким был мой брат Александр, такой, наверное, — Леонид Филатов. Это люди, общение с которыми обогащает.». На сегодняшний день песни Виктора Мальцева исполняют многие петербургские артисты, в числе которых Михаил Боярский, Сергей Захаров, Олег Басилашвили, Сергей Бехтерев, Виталий Коротаев.
Отечественными и зарубежными фирмами выпущено восемь альбомов с песнями и музыкой Мальцева, а также издано одиннадцать книг с его стихами. В 2007 году режиссёр Георгий Юнгвальд-Хилькевич при написании сценария фильма «Возвращение мушкетёров, или Сокровища кардинала Мазарини» взял за основу пьесу Виктора Мальцева о продолжении истории приключений мушкетёров, где герои оказываются на том свете. Именно на основе самой идеи и пьесы Мальцева снималась эта картина.
На сегодняшний день Виктор Мальцев активно пишет книги (преимущественно сборники юмористических четверостиший от имени придуманного им персонажа «Мальца Питерского», которые он называет «петербуржиками») и инструментальную музыку для санкт-петербургских театров. В спектакле «Папа в паутине» (реж. Валерий Никитенко) так же звучит музыка Виктора. Относительно недавно Мальцев написал поэму «Голос из колодца», мызыку к которой сочинил легендарный композитор Олег Каравайчук.
С 1982 года живёт и работает в Санкт-Петербурге.
В 2004 году родилась дочь Таисия.

## Интересные факты
- Песня Виктора Мальцева «Петербург моего одиночества» в исполнении М. Боярского вошла в тридцатку лучших песен о Санкт-Петербурге.[11]
- В артистических кругах Виктор Мальцев известен под прозвищем «Малец Питерский».[12][13]
- На песни Виктора Мальцева в разные годы было снято большое количество видеоклипов.[14]

## Книги
- «Страсти по Питеру» (Издательство «МОРСАР», С-Пб, 2001 г.)
- «Петербуржики» (Издательство «МОРСАР», С-Пб, 2002 г.)
- «Сказ о Мальце Питерском и хане Крымском» (Издательство «ЭЛБИ», С-Пб, 2003 г.)
- «1001 нетрезвая мысль на нетрезвую голову» (Издательство «ЭКСМО», Москва, 2006 г.)
- «Литературные петербуржики» (ИД «Петрополис», С-Пб, 2007 г.)
- «Настольные петербуржики» (ИД «Петрополис», С-Пб, 2008 г.)
- «Петербуржики — 2» (ИД «Петрополис», С-Пб, 2008 г.)
- «Гадательные петербуржики» (ИД «Петрополис», С-Пб, 2010 г.)[5][15]
- «Разговорник для светских раутов и тусовок» (ИД «Петрополис», С-Пб, 2013 г.)[8][16]
- «Хроники Лох-Невского чудища» (ИД «Петрополис», С-Пб, 2017 г.)
- «Галантные петербуржики» (ИД «Петрополис», С-Пб, 2019 г.)
- «Словарь для интеллектуального общения» (ИД «Петрополис», С-Пб, 2019 г.)
- «Путеводитель по психологии мужчин» (ИД «Петрополис» 2020 г.)
- «Стишки для башки» (ИД «Петрополис» 2023 г.)
- «Петербуржики Невского проспекта» (ИД «Петрополис» 2023 г.)
- «Чмоки-чмоки-1» (ИД «Петрополис» 2024 г.)
- «Чмоки-чмоки-2» (ИД «Петрополис» 2024 г.)
- «Безумные петербуржики» (ИД «Петрополис» 2025 г.)

## Музыка к спектаклям
- 2006 год — «Папа в паутине, или Слишком женатый таксист-2» (реж. Валерий Никитенко)[2]
- 2020 год — «Знакомство по объявлению» (реж. Валерий Никитенко; авторы — Б. М. Рацер и В. К. Константинов)[17][18]
- 2024 год — Балет «Душа реки»

## Фильмография

### Стихи
- 2014 — «Голос из колодца»

## Дискография
- 1994 — Михаил Боярский «Дорога домой» (CD)
- 1995 — Сергей Захаров «На хрупких клавишах души» (CD)[19]
- 1996 — Виктор Мальцев «Питерская белогвардячка» (CD)
- 1997 — Олег Басилашвили «Дождевые псалмы» (CD)[20][21]
- 2000 — Олег Басилашвили «Между тик и так» (CD)[20][21]
- 2003 — Михаил Боярский «Графский переулок» (CD)[22]
- 2006 — Виталий Коротаев «Предчувствие любви» (CD)[23]
- 2013 — Виктор Мальцев (Малец Питерский) «Кобельная колыбельная» (CD)[24]

## Избранные песни
- «Петербург моего одиночества», исполняет Михаил Боярский
- «Тень удачи», исполняет Михаил Боярский
- «За д`Артаньянов», исполняет Михаил Боярский
- «Песенка о еде», исполняет Михаил Боярский
- «Граммофонный век», исполняет Михаил Боярский
- «Осень», исполняет Михаил Боярский
- «Бизнесмен», исполняет Михаил Боярский
- «Двойник», исполняет Михаил Боярский
- «День прощания друзей», исполняет Михаил Боярский
- «Друг», исполняет Михаил Боярский
- «Моцарт», исполняет Михаил Боярский
- «Отцам», исполняет Михаил Боярский
- «Субмарины», исполняет Михаил Боярский
- «Дорога домой», исполняет Михаил Боярский
- «Серёжа», исполняет Михаил Боярский
- «Бараны», исполняет Михаил Боярский
- «Кобельная колыбельная», исполняет Михаил Боярский
- «Тигода», исполняет Михаил Боярский
- «Письмо Марии», исполняет Михаил Боярский
- «Вы молоды, но…», исполняют Сергей Захаров,
- «Ноктюрн», исполняет Сергей Захаров
- «Книжный роман», исполняет Сергей Захаров
- «Друзьям», исполняет Сергей Захаров
- «Лунное танго», исполняет Сергей Захаров
- «Белый сон», исполняет Сергей Захаров
- «Дождевой псалом», исполняет Олег Басилашвили
- «Иоланта», исполняет Олег Басилашвили
- «Осень чувств», исполняет Олег Басилашвили
- «Прощальная улыбка», исполняет Олег Басилашвили
- «Мир без слов», исполняет Олег Басилашвили
- «Купола», исполняет Сергей Бехтерев
- «Правдивая ложь», исполняет Сергей Бехтерев
- «Стрелок ход», исполняет Виктор Мальцев
- «От Лавры до Невы», исполняет Виктор Мальцев
- «Ваучер», исполняет Виктор Мальцев
- «Мы идём», исполняет Виктор Мальцев
- «Блудный век», исполняет Виктор Мальцев
- «Кони», исполняет Виктор Мальцев
- «Стаканавты», исполняет Виктор Мальцев
- «У Руси», исполняет Виктор Мальцев